# Nusret Fişek
Nusret Hasan Fişek (* 21. November 1914 in Sivas; † 3. November 1990 in Ankara) war ein türkischer Arzt und Menschenrechtler, der viele gesellschaftliche Aufgaben übernommen hat und vor allem als Präsident der türkischen Ärztekammer bekannt wurde.

## Leben

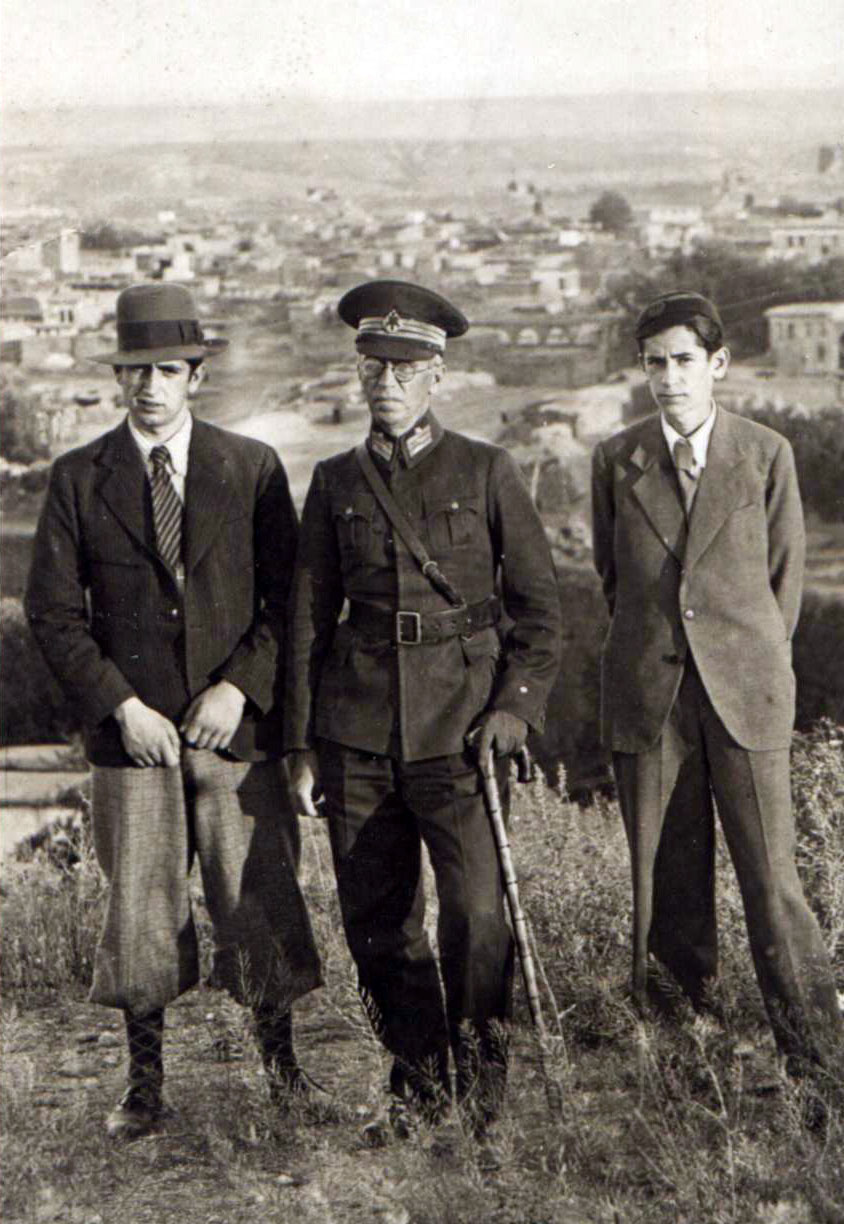
Nusret Fişek (links) mit seinem Vater Hayrullah Fişek und Bruder Hicri (1933 in Edirne)

Nusret Hasan Fişek war der Sohn des Staatssekretärs im Verteidigungsministerium, General Hayrullah Fişek und seiner Frau Mukaddes Fişek (1891–1958). Er besuchte die Grund- und Realschule in Nişantaşı im Stadtteil Şişli von Istanbul und das Gymnasium in Kabataş (Abschluss 1932). 1938 schloss er sein Medizinstudium an der Universität Istanbul ab.
Seine erste öffentliche Aufgabe hatte er als Kursleiter am Tropeninstitut in Adana. Nach seinem Militärdienst arbeitete er an einem Bakteriologie-Institut des Gesundheitsministeriums als Assistent, wo er 1941 zum Experten und 1943 zum Experten in der Abteilung für Pockenimpfung ernannt wurde. 1946 ging er in die USA, um sein Fachwissen zu vertiefen. Nach seiner Rückkehr begann er 1951 mit der Arbeit als Assistent an der medizinischen Fakultät der Universität Ankara. 1956 wurde er dort Facharzt. In dieser Zeit erwarb er 1954 als erster türkischer Arzt den PhD Grad an der Harvard-Universität im Bereich Bakteriologie und Immunologie. 1958 wurde er zum Direktor der Hygiene-Schule in Ankara.
Nusret Fişek wurde nach dem Militärputsch vom 27. Mai 1960 am 15. Juli 1960 zum Staatssekretär am Gesundheitsministerium ernannt. Für eine kurze Zeit (25. August 1960 – 5. September 1960) vertrat er den Gesundheitsminister in seinem Amt. Er war der Architekt des Gesetzes 224 zur Sozialisierung des Gesundheitswesens. 1966 trennte sich Fişek vom Ministerium und wurde Professor an der Fakultät für Medizin und Gesundheit an der Universität Hacettepe. Bis Anfang der 1980er Jahre leitete er die Abteilung Volksgesundheit an der Universität Hacettepe.
Zwischen 1984 und 1990 war er der Vorsitzende des Zentralrates (Präsident) der türkischen Ärztekammer. Er setzte sich in dieser Zeit insbesondere für die Abschaffung der Todesstrafe und die Verhinderung der Folter ein.
Mit seiner Frau Perihan hatte er zwei Söhne, Kurthan und Gürhan.

## Leistungen
Neben dem Vorsitz der türkischen Ärztekammer gehörte Nusret Hasan Fişek den folgenden Vereinen und Stiftungen an: Gründungs- und Ehrenmitglied beim IPPNW (Internationale Ärzte für die Verhütung des Atomkrieges – türkisch: Nükleer savaşın Önlenmesi İçin Hekimler Derneği NÜSHED), Ehrenmitglied der Stiftung für Familiengesundheit und -planung in der Türkei, Gründungsmitglied des Vereins der Gedanken von Atatürk, Gründungsmitglied der Stiftung Menschenrechte in der Türkei, Gründungsmitglied des Menschenrechtsvereins IHD, Gründungsmitglied der Stiftung soziale, wirtschaftliche und politische Recherche in der Türkei (türkisch: Türkiye Sosyal Ekonomik Siyasal Araştırma Vakfı TÜSES).

## Werke
- Halk Sağlığı'na Giriş (Einführung in die Volksgesundheit), Januar 1983
- Population Policies (Bevölkerungspolitik), Ankara Mai 1972
- Research Plan 1973 Survey Of Population Problems In Turkey (Rechercheplan 1973, Studie der Bevölkerungsprobleme in der Türkei), Ankara Mai 1972
- Sağlık Eğitimi (Gesundheitsausbildung), Ankara 1986
- Sağlık Hizmet Araştırmalarında Demografinin Yeri (Ort der Demographie bei Untersuchungen zum Gesundheitsdienst)[4]
- Die türkische Ärztekammer hat 1997 Schriften von Nusret Fişek mit dem Titel Prof. Dr. Nusret Fişek'in Kitaplaşmamış Yazıları (Schriften von Prof. Dr. Nusret Fişek, die nicht in Buchform erschienen sind) als Buch 1, Buch 2 und Buch 3 veröffentlicht.